# Барму, Мусса Салау
Мусса Салау Барму — нигерский военный офицер и один из лидеров военного переворота в Нигере 2023 года. 26 июля 2023 года помог свергнуть президента Мохамеда Базума.

## Карьера
Барму прошёл обучение в Соединённых Штатах, как в Форт-Мур, так и в Университете национальной обороны.
В 2015 году Барму, который в то время был главой спецназа Нигера, заявил в интервью, что Нигер проводит операции против Боко харам для обеспечения безопасности и мира. Барму заявил, что у вооружённых сил Нигера хорошие отношения с Соединёнными Штатами. Сам он прошёл обучение в вооружённых силах США.

### Участие ввоенном перевороте в Нигере 2023 года
26 июля 2023 года присоединился к Национальному совету по защите родины, хунте, свергнувшей президента Базума, который занимал эту должность с 2021 по 2023 год. Согласно источникам в Нигера, Барму также участвовал в окружении президентского дворца Базума.
После переворота он был назначен новым начальником военного штаба.